# Відчуття присутності
Відчуття присутності — назва першого диску українського рок-гурту Калєкція, що вийшов у 2001 році.

Назва альбому походить від оповідання Тараса Прохаська «Від чуття при сутності», яке увійшло до його першої збірки «Інші дні Анни» (1998).

## Список композицій
1. Назавжди
2. Джяз
3. Гуси
4. Ти ж день
5. Залатая осєнь
6. Ти і я
7. Анджелік
8. Помаранчеві гори
9. Лихо
10. Пробач мені
11. Гуцулка Ксеня